# صموئيل فان دن بيرغ
صموئيل فـان دن بيرغ هو سياسي هولندي، ولد في 6 أبريل 1864، وتوفي في 4 فبراير 1941. انتخب عضو مجلس نواب هولندا ‏ عن دائرة Rotterdam I ‏ وانتخب عضو مجلس الشيوخ في هولندا ‏.